# Aleksy Petrani
Aleksy Petrani (ur. 11 maja 1900 w Petersburgu, zm. 14 kwietnia 1977 w Lublinie) – polski duchowny rzymskokatolicki, teolog, profesor.

## Życiorys
W latach 1921–26 studiował na Uniwersytecie w Innsbrucku, uzyskując tytuł doktora teologii. Następnie ukończył prawo kanoniczne w Instytucie Katolickim w Paryżu i Papieskim Instytucie św. Apolinarego w Rzymie zakończone doktoratem z prawa kanonicznego. W latach 1935–39 był rektorem Wyższego Seminarium Duchownego w Pińsku.
Podczas II wojny światowej kapelan Armii Krajowej w powstaniu warszawskim.
W 1945 habilitował się na Wydziale Teologii Katolickiej Uniwersytetu Warszawskiego. W tym samym roku został zatrudniony na Katolickim Uniwersytecie Lubelskim. Od 1956 był profesorem nadzwyczajnym, a od 1966 profesorem zwyczajnym. W latach 1963–1970 był kierownikiem Katedry Prawa Rzymskiego KUL.
Był promotorem około 100 prac magisterskich i ok. 40 doktorskich. Wśród wypromowanych przez niego doktorów był m.in. Henryk Misztal.
W swoich badaniach zajmował się głównie problematyką prawno–liturgiczną katolickich Kościołów wschodnich, sytuacją prawną Kościoła katolickiego w dawnym zaborze rosyjskim, oraz historią nauki i nauczania prawa kanonicznego w Polsce.
Według Macieja Sobieraja  był tajnym współpracownikiem SB jako TW „A. Kwiatkowski” i TW „Kwieciński”. 

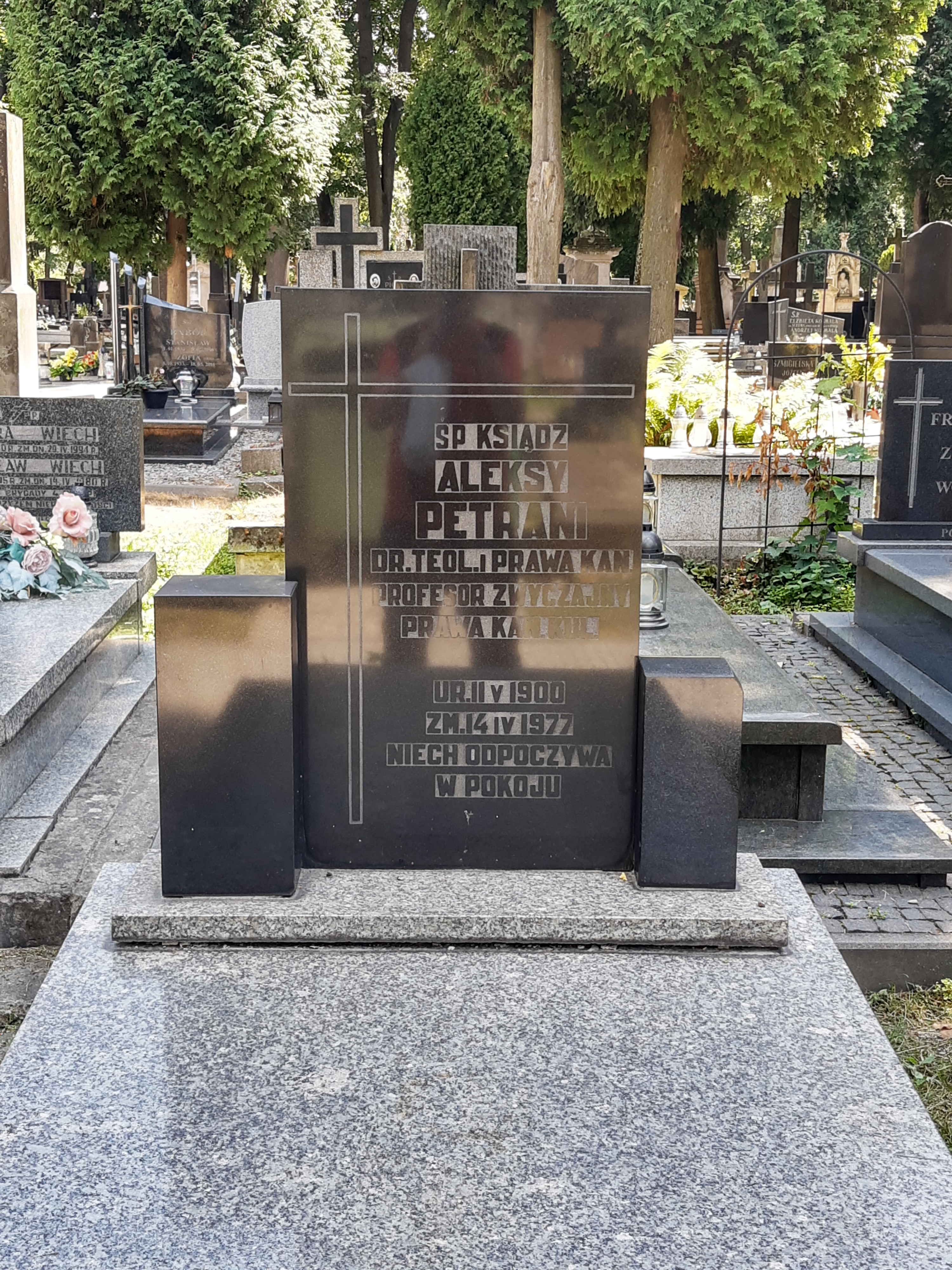
Grób ks. prof. Aleksego Petraniego na cmentarzu przy ulicy Lipowej

## Odznaczenia
- Krzyż Kawalerski Orderu Odrodzenia Polski (1969)[4]